# 伊万·扎伊茨
伊万·扎伊茨（1832年8月3日—1914年12月16日)，克罗地亚作曲家。年少时就展现出非凡的音乐才华，1850-1855年到米兰学习，不久移居到维也纳，并创作了第一批成功的歌剧。1870年他回到萨格勒布，担任指挥并创作了一批克罗地亚民族歌剧。扎伊茨是一位多产作曲家，他的作品编号到1000以上，为克罗地亚民族音乐的发展做出了杰出贡献。